# Eleccions generals d'Irlanda del Nord de 1938
Les eleccions generals d'Irlanda del Nord de 1938 es van celebrar el 15 de juny de 1938 amb una nova incontestable victòria del Partit Unionista de l'Ulster (PUU) de James Craig.

## Resultats
| Partit                             | Líder           | Vot popular | %     | Escons | Canvi (de 1938) |
| Partit Unionista                   | James Craig     | 187.684     | 56,8% | 39     | +3              |
| Associació Unionista Progressista  | William Stewart | 41.028      | 12,4% |        |                 |
| Associació Unionista Independent   | Tommy Henderson | 28.459      | 8,6%  | 1      |                 |
| Unionista independent              |                 | 22.354      | 6,8%  | 2      |                 |
| Laboristes                         | Paddy Agnew     | 18.775      | 5,7%  | 1      | -1              |
| Nacionalistes                      | T. J. Campbell  | 16.171      | 4,9%  | 8      | -1              |
| Independent                        |                 | 5.480       | 1,7%  |        |                 |
| Laborista independent              |                 | 9.872       | 2,8%  | 1      | +1              |
| Unionista Progressista independent |                 | 2.926       | 0,9%  |        |                 |